# Burgwall „Alt Rathenow“
Der Burgwall „Alt Rathenow“ oder Burgwall Steckelsdorf ist der Burgstall eines slawischen Burgwalls in der Stadt Rathenow im Westen des Landes Brandenburg. Die Niederungsburg und umliegende Bereiche sind unter der Nummer 50158 als „Burgwall slawisches Mittelalter, Burgwall deutsches Mittelalter, Siedlung slawisches Mittelalter, Siedlung deutsches Mittelalter, Siedlung Urgeschichte, Siedlung Neolithikum, Einzelfund römische Kaiserzeit, Gräberfeld Urgeschichte“ als Bodendenkmal ausgewiesen. Das Bodendenkmal befindet sich in der Gemarkung Steckelsdorf.

## Anlage

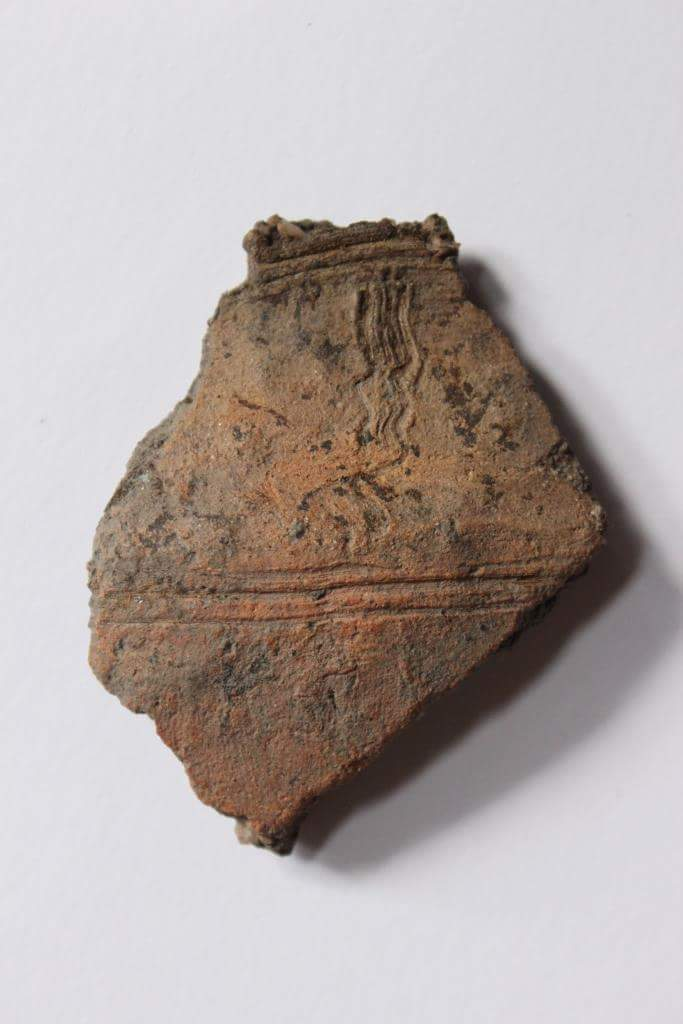
Lesefund einer Tonscherbe vom Burgwall „Alt Rathenow“ vom 8. März 2018; wahrscheinlich Menkendorfer Gruppe

Die Anlage der Burg wird als unmittelbarer Vorläufer der Stadt Rathenow angesehen. Die Reste des Burgwalls liegen etwa 80 Meter westlich des Flusses Havel südwestlich der Stadt Rathenow in einer trockengelegten Niederung, welche vormals ein sumpfiges Feuchtgebiet war. Der Flurname lautet „Alt Rathenow“ beziehungsweise „Alte Hofstelle“. Der Burgstall ist oval. In Nord-Süd-Ausdehnung hat er einen Durchmesser von 100, in Ost-West-Ausdehnung von 80 Metern. Es wird vermutet, dass die Anlage aus dem 11. Jahrhundert, also dem Hochmittelalter stammt und an einer Furt errichtet wurde. Eine slawische Siedlung befand sich auf dem gegenüberliegenden östlichen Havelufer an der Herrenlanke.
Eine erste Beschreibung und Fundbegehung der Burg erfolgte 1929. Dabei wurden slawische Keramiken und ein Spinnwirtel gefunden. Das gefundene Material wurde in die zweite Hälfte des 12. Jahrhunderts datiert. Archäologische Funde auf den angrenzenden Flächen deuten auf eine frühdeutsche Besiedlung im 12. und 13. Jahrhundert hin, wobei die Funde über mehrere Hektar gestreut gefunden wurden. Vier Hofstellen konnten bisher unterschieden werden.

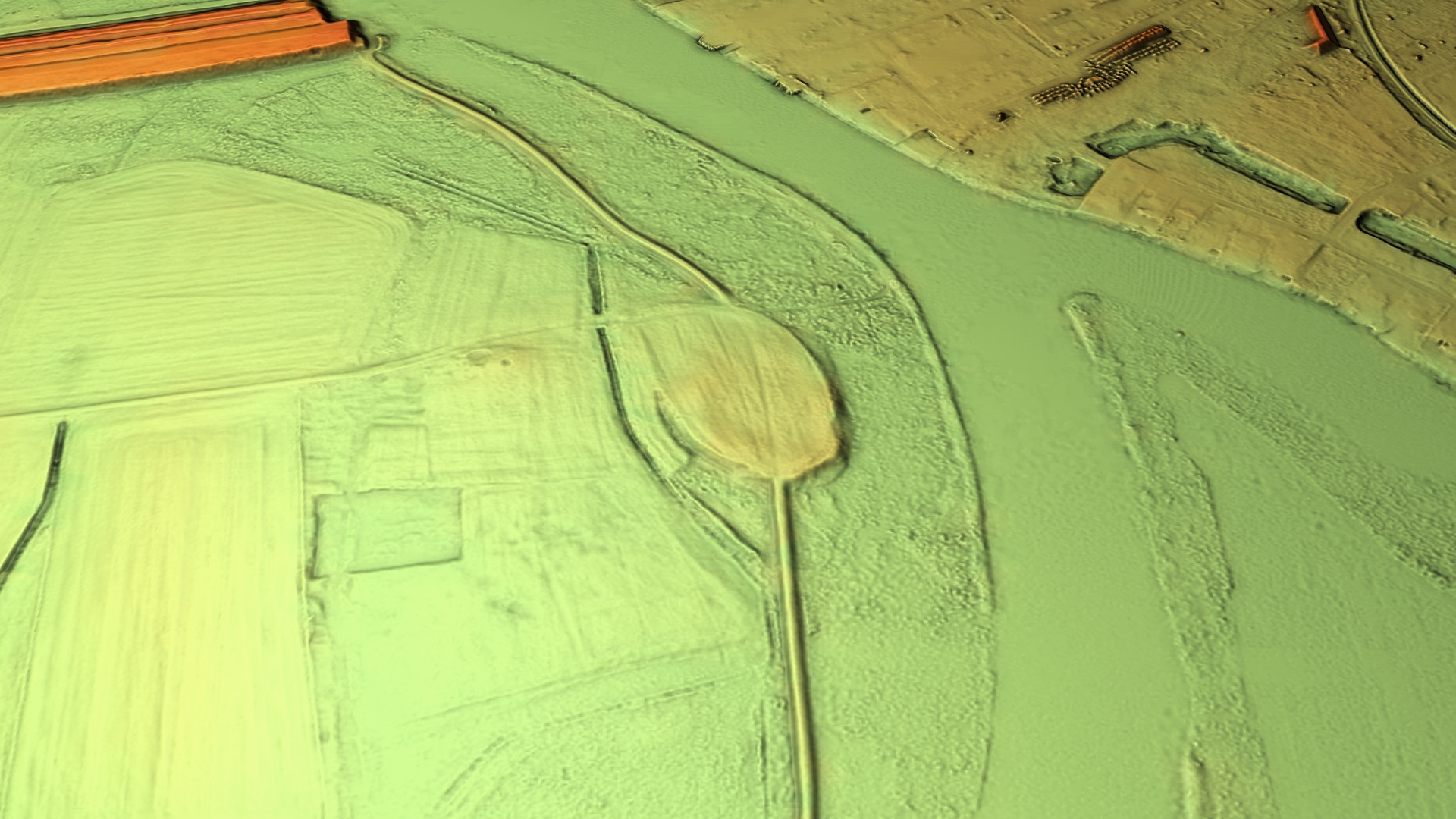
3D-Ansicht des digitalen Geländemodells

Die Toranlage befand sich im Norden der Burg. Diese war über eine Rampe von etwa 120 Meter Länge von Süden kommend im Uhrzeigersinn erreichbar. Mindestens zwei wassergefüllte Gräben umschlossen die Burg. Der äußere Graben trennte die Burg nach Westen von einer angrenzenden Sanderfläche, auf welcher eine frühdeutsche Siedlung nachgewiesen ist. Es wird vermutet, dass auf einer kleinen sandigen Anhöhe eine Kirche gestanden haben könnte. Vermutlich im 13. Jahrhundert wurde die Anlage aufgelassen, nachdem sich der Siedlungsschwerpunkt der Altstadt Rathenow etwa zwei Kilometer weiter nördlich gebildet hatte. Die gesamte Anlage wurde im 19. und 20. Jahrhundert durch Landwirtschaft und durch Deichbau stark beschädigt. Direkt durch die Anlage ist ein Fuß- und Fahrradweg geführt.